# Turteatern
Turteatern är en fri teatergrupp med tidigare hemmascen på Reflexen i Kärrtorps centrum i Stockholm. Teatern flyttade 2010 till "Fyren", också i Kärrtorps centrum. 
Tur står för Teatern Utan Reaktionärer. 
Turteatern startade 1970 i Gamla stan, Stockholm, sedan ett antal skådespelare lämnat Stockholms Stadsteater, bland dem Gösta Ekman, Torsten Wahlund, Lena Dahlman och Peter Schildt. Man satsade på dramatik av svenska författare, där Birger Norman kom att ses som "husförfattare". 
Teatern spelar oftast på hemmascenen, men åker också på turnéer såväl i Sverige som utomlands. En årlig Barn- och Ungdomsfestival anordnas i samverkan med Skarpnäcks stadsdelsförvaltning och Internationella Assitej.
Den konstnärliga ledningen bestod 2008 till 2013 av Nils Poletti, Carina Ehrenholm och Erik Holmström. Sedan 2018 är Marie Nikazm Bakken konstnärlig ledare och driver teatern tillsammans med verksamhetsledare Siri Nyke.
Turteatern har erhållit flera priser, däribland Stockholms stads Hederspris, Expressens teaterpris (En bit av Georgs hatt), Nöjesguidens Stockholmspris samt Kommunals kulturpris. Nils Poletti har också tilldelats Vågastipendiet och Daniel Sachs Egensinnighetsstipendium.
Turteatern har gjort en rad föreställningar som blivit kritiker- och publiksuccéer, däribland Vigseln, Barfotaupproret, Ferdydurke, Juliette, SCUM-manifestet, Gåsen, Den nya gudomliga komedin, Den svenska apans 100 röda drömmar, Sånger för Norden och Äldreomsorgen i Övre Kågedalen.

## Statsbidrag
Teatern får statsbidrag ifrån  Kulturrådet på runt 1,5 till 2 miljoner kronor årligen och fick år 2014 resebidrag för en teaterfestival i Kina från Konstnärsnämnden.

## Uppsättningar (ej komplett)
| År   | Produktion                                           | Upphovsmän                                                                | Regi                                           | Noter |
| ---- | ---------------------------------------------------- | ------------------------------------------------------------------------- | ---------------------------------------------- | --- |
| 1970 | De Bordlagda                                         |                                                                           |                                                | |
| 1970 | Marta, Marta!                                        | Sara Lidman                                                               | Gösta Ekman                                    | |
| 1970 | Ture                                                 |                                                                           |                                                | |
| 1971 | Tre tokiga transportörer                             |                                                                           |                                                | |
| 1971 | Hjältar i det blå                                    | H.M. Enzensberger                                                         |                                                | |
| 1971 | Näsan i vädret                                       | Björn Runeberg                                                            |                                                | |
| 1972 | Två flugor i en smäll                                | Björn Runeberg                                                            |                                                | |
| 1972 | Håll röven ren och blicken klar                      | P.C. Jersild                                                              | Eyvind Andersen                                | |
| 1973 | Det förgiftade äpplet                                | Lars Helgeson                                                             |                                                | |
| 1973 | Plastkoppskuppen                                     | Björn Runeberg                                                            |                                                | |
| 1973 | Meningen med föreningen                              |                                                                           | Börje Jansson                                  | |
| 1973 | Bertil                                               | Leif Nilsson och Sten Elvström                                            |                                                | |
| 1974 | Stången, Festis och Gösta                            | Örjan Säll, Thor Hartman, Anja Landgré, Karin Lingtorp, Görel Schönbäck   |                                                | |
| 1974 | Rasande Rune eller Onedins linje                     | Björn Runeborg                                                            | Sten Lonnert                                   | med: Görel Schönbäck |
| 1975 | Mäster Olof                                          | August Strindberg                                                         |                                                | |
| 1976 | Korven                                               |                                                                           |                                                | |
| 1977 | Spöken och spekulationer                             | Björn Runeborg                                                            | Börje Jansson                                  | med: Görel Schönbäck |
| 1978 | Den sönderslagna krukan                              | Heinrich von Kleist                                                       | Göran Bohman                                   | |
| 1979 | Äntligen fredag                                      |                                                                           |                                                | |
| 1980 | Vi flyger i luften                                   |                                                                           |                                                | |
| 1980 | Inget går upp mot mammas gräs                        |                                                                           |                                                | |
| 1980 | Pennan är mitt verktyg                               |                                                                           |                                                | |
| 1980 | Sista skriket                                        | Alan Bleasdales                                                           |                                                | |
| 1981 | Annie & Heinz                                        |                                                                           |                                                | |
| 1981 | Kabaré Nattståndet                                   |                                                                           | Olof Willgren                                  | Premiär på Berns, röda rummet |
| 1982 | Hjälten på den gröna ön                              |                                                                           |                                                | |
| 1983 | Tur på stan - en Stockholmsshow                      | Marie Ahl, Ulf Eklund, Görel Schönbäck, Robert Sjöblom, Yvonne Kahn       |                                                | |
| 1983 | Det luktar karl                                      |                                                                           |                                                | |
| 1984 | Istället för snaps                                   | Olof Willgren och Cleo Boman                                              |                                                | |
| 1984 | Gustav Vasa                                          | August Strindberg                                                         |                                                | |
| 1984 | Daghemmet Supercare                                  |                                                                           |                                                | |
| 1984 | Tone                                                 | Suzanne Brøgger                                                           |                                                | |
| 1984 | Grisen                                               | Raymond Cousse                                                            | Johan Huldt                                    | med: Robert Sjöblom |
| 1985 | Efter läggdax                                        |                                                                           |                                                | |
| 1986 | Mirandolina Die Wirtin                               | Peter Turrini Översättning och bearbetning Johan Huldt                    | Johan Huldt                                    | Premiär 22 mars 1986 Marie Ahl, Carl-Magnus Dellow, Robert Sjöblom, Johan Ulveson, Victoria Kahn, Mona-Lis Hässelbäck, Gustav Levin Scenografi Martin Sjöberg, Kostym Örjan Säll |
| 1987 | Miraklet The Well of the Saints                      | John Millington Synge Översättning Johan Huldt                            | Johan Huldt                                    | Premiär 30 januari 1987 Johan Ulveson, Mona-Lis Hässelbäck, Carl-Magnus Dellow, Victoria Kahn, Marie Ahl, Gustav Levin, Lasse Wiberg, Berit Machmar-Nicklasson, Kerstin Sundelius, Susanne Engström, Lia Boysen, Olle Yvling, Roger Sellberg, Ronny Nilsson, Lase Jonsson, Inger Stenersen, Brita Torell, Tina Svedbark, Tina Billgren, Ulph Nyström, Tomas Sundlin, Anders Dahlin, Klas Eriksson Scenografi och kostym Ulla Kassius |
| 1987 | Sista skriket                                        |                                                                           |                                                | |
| 1988 | Road                                                 |                                                                           | Olof Willgren                                  | |
| 1989 | Åtta år                                              | Börje Lindström                                                           | Eva Gröndahl                                   | |
| 1989 | Tartuffe                                             | Molière                                                                   | Johan Huldt                                    | |
| 1990 | Känn själv                                           | Robert och Yvonne Sjöblom                                                 |                                                | med: Marie Ahl, Mia Benson, Robert Sjöblom, Bengt cw Carlsson |
| 1990 | Gin & bitter lemon                                   | Alan Ayckborn                                                             | Johan Huldt                                    | |
| 1990 | Bacon                                                | Olof Willgren                                                             | Olof Willgren                                  | |
| 1991 | Fröken Julie                                         | August Strindberg                                                         | Eva Gröndahl                                   | |
| 1992 | Spånskiva - en sammanpressad kabaré                  | Ethel Berg, Robert Sjöblom, Peter Harryson, Jan Bandel och Carsten Palmær | Peter Harryson                                 | Premiär 4 mars 1992 Robert Sjöblom, Marie Ahl, Victoria Kahn, Johan Schildt, Björn Linder, Patrik Johansson Kapellmästare Jan Bandel, koreografi Linda Krüger, inredning och kostym Maria Sjöstrand |
| 1993 | Älska mig lagom                                      | Alan Ayckborn                                                             | Johan Huldt                                    | med: Marie Ahl, Mia Benson, Robert Sjöblom, Johan Schildt |
| 1993 | Fångarna på Farsta - en revy för dig med kanalhumor  | Johan Schildt, Carsten Palmær, Robert Sjöblom, med flera                  | Peter Harryson                                 | Marie Ahl, Robert Sjöblom, Victoria Kahn, Johan Schildt, Lars Ahlsman. |
| 1994 | Burkpojken                                           | Lars Rudolfsson, Birgit Hageby                                            | Viktoria Kahn                                  | |
| 1994 | VALhänt                                              | Johan Schildt, Robert Sjöblom                                             |                                                | |
| 1995 | Damen i svart                                        |                                                                           |                                                | |
| 1995 | Henrietta och sanningen                              | Sören Skjold                                                              | Marie Feldtman                                 | |
| 1996 | Regniga natt                                         | Marie Ahl, Mia Benson                                                     | Johan Huldt                                    | med: Marie Ahl, Mia Benson, Erik Petersen |
| 1997 | Hjärtlös                                             | Peter Seligmann                                                           | Johan Huldt                                    | med:Robert Sjöblom |
| 1997 | Lucille                                              | Carsten Palmær, Johan Huldt, Stefan Ringbom                               |                                                | med: Robert Sjöblom plus 30 ungdomar |
| 1997 | Oliver Twist                                         | Charles Dickens i dramatisering av Johan Huldt                            | Johan Huldt                                    | samarbete med Parkteatern |
| 1998 | Bortbytingen                                         | Selma Lagerlöf i dramatisering av Johan Huldt                             | Johan Huldt                                    | med: Mia Benson, Marie Ahl, Erik Petersen |
| 1998 | Patrik 1,5                                           | Micheal Druker                                                            | Lisa Hugosson                                  | |
| 1999 | Romeo och Juliet                                     |                                                                           |                                                | med: Marie Ahl, Mia Benson, Yngve Dahlberg, Jimmy Meurling, Johan Schildt, Robert Sjöblom, samt 30 amatörskådespelare |
| 1999 | Den fula ankungen                                    | HC Andersen i bearbetning av Johan Huldt                                  | Johan Huldt                                    | med: Yngve Dahlberg, Jimmy Meurling |
| 1999 | Ensamma krigare                                      | Ewa Wikander                                                              | Robert Sjöblom                                 | med: Yngve Dahlberg, Jimmy Meurling |
| 2000 | Brevet från N.N                                      | Erik Uddenberg                                                            | Kerstin Blomquist                              | |
| 2001 | I övermorgon                                         | Roel Adam                                                                 | Torbjörn Astner                                | |
| 2001 | Maratondansen                                        |                                                                           |                                                | |
| 2002 | Ett himla liv                                        | Mia Benson, Marie Ahl                                                     | Olle Törnqvist                                 | |
| 2002 | Jag ska döda dom!                                    | Ewa Wikander                                                              | Robert Sjöblom                                 | |
| 2002 | Kanin kanin                                          | Coline Serreau                                                            | Elisabeth Frick                                | |
| 2003 | Farliga Förbindelser                                 |                                                                           | Pontus Plaenge                                 | |
| 2003 | Nyckeln                                              | Kersti Björkman                                                           | Lena Stefensson                                | med: Mia Benson, Marie Ahl, Magnus Larsson |
| 2004 | Solapan                                              | Sofia Fredén                                                              | Pontus Plaenge                                 | |
| 2005 | Paria                                                | August Strindberg                                                         | ensemblen                                      | med: Monika Almqvist Lovén, Pontus Plaenge |
| 2005 | String-mormor                                        | Christina Gottfridsson                                                    | Pontus Plaenge                                 | |
| 2005 | Kabaré UngaTur                                       |                                                                           |                                                | |
| 2006 | Huvudvärk med E                                      | Stefan Lindberg                                                           | Elisabeth Frick                                | |
| 2006 | Moderskärlek                                         | August Strindberg                                                         | Monika Almqvist Lovén                          | |
| 2006 | Änglakaramellen                                      |                                                                           |                                                | |
| 2007 | Mäster Olof                                          | August Strindberg                                                         | Pontus Plaenge                                 | |
| 2008 | Vigseln                                              | Witold Gombrowicz                                                         | Nils Poletti                                   | med: Mia Benson, Carina Ehrenholm, Hannes Meidal, Sally Palmquist Procopé, Jesper Feldt, erik Holmström, Py Huss-Wallin. Scenografi: Anne Hellandsjö. Musik: Janne Tavares |
| 2008 | Kalla kårar med Witold                               | Witold Gombrowicz                                                         |                                                | med: Nils Poletti, Carina Ehrenholm, Jesper Feldt |
| 2008 | Katharsis - två dystopier samma kväll (Kung Oidipus) | Sofokles, Jesper Feldt                                                    | Jesper Feldt                                   | |
| 2008 | Trademark Sweden                                     |                                                                           | Erik Holmström                                 | |
| 2009 | Hemligheten                                          |                                                                           |                                                | |
| 2009 | Ferdydurke                                           | Witold Gombrowitcz                                                        | Emma Broström                                  | |
| 2009 | Barfotaupproret                                      | Emma Broström efter Historia av Witold Gombrowitcz                        | Carina Ehrenholm                               | |
| 2010 | Den sista människan                                  | Carina Ehrenholm                                                          | Carina Ehrenholm                               | |
| 2010 | SagoTUR                                              |                                                                           |                                                | |
| 2010 | Kung Kackerlacka                                     | Nils Poletti                                                              | Nils Poletti                                   | |
| 2010 | Up to you                                            |                                                                           |                                                | |
| 2010 | Aniara                                               | fritt efter Harry Martinson                                               | Carina Ehrenholm, Erik Holmström, Nils Poletti | |
| 2011 | Juliette                                             | Markis de Sade                                                            | Nils Poletti                                   | med: Mia Benson, Py Huss-Wallin, Erik Homström, Lucas Krüger, Asta August, Albin Werle, Matilda Nyberg, Marta Andersson-Larson, Nils Granberg, David Sigfridsson, Jonas Nilsson, Mika Oijens |
| 2011 | Det stundande Upproret                               | Helena Granström                                                          | Erik Holmström                                 | |
| 2011 | SCUM-manifestet                                      | Valerie Solanas                                                           | Erik Holmström                                 | med: Andrea Edwards |
| 2012 | Frankenstein                                         | Helena Granström efter Mary Shelley                                       | Carina Ehrenholm                               | |
| 2012 | Gåsen                                                | Giambattista Basile                                                       | Nils Poletti                                   | |
| 2012 | Äventyret gumman och katten                          | Robert Sjöblom                                                            | Robert Sjöblom                                 | med: Robert Sjöblom, Andreas Lindal |
| 2012 | Politiska snuskbarn och deras djur                   |                                                                           |                                                | |
| 2012 | Den nya gudomliga komedin                            | fritt efter Dante                                                         | Erik Holmström                                 | |
| 2013 | Amorina                                              |                                                                           | Carina Ehrenholm, Erik Homström, Nils Poletti  | |
| 2013 | Den svenska apans hundra röda drömmar                | fritt efter Joakim Pirinen                                                | Nils Poletti                                   | |
| 2013 | Eat it                                               |                                                                           | Rebecca Westholm                               | |
| 2013 | Politiska snuskbarn på landsbygdssafari              |                                                                           | Nils Poletti                                   | |
| 2014 | Begränsat utrymme                                    | Py Huss-Wallin                                                            | Py Huss-Wallin                                 | |
| 2014 | CMMN SNS PRJCT                                       | Laura Kalauz, Matrin Schick                                               | Nils Poletti                                   | med: Remecca Westholm, Nils Poletti |
| 2014 | Sånger från Norden                                   | Nils Poletti                                                              | Nils Poletti                                   | |
| 2015 | People respect med now                               | Paula Stenström Öhman                                                     | Paula Stenström Öhman                          | |
| 2015 | Pasca och Perna ser på Europa                        | Carina Ehrenholm                                                          | Carina Ehrenholm                               | |
| 2015 | Frasse och Mats - the real mens show                 | Py Huss-Wallin, Ester Uddén                                               |                                                | med: Py Huss-Wallin, Ester Uddén |
| 2015 | Rädda björnen                                        | Robert Sjöblom                                                            | Robert Sjöblom                                 | |
| 2015 | Äldreomsorgen i Övre Kågedalen                       | Nikanor Teratologen - Niklas Lundkvist                                    | Nils Poletti                                   | |
| 2016 | Britney                                              | Py Huss-Wallin                                                            | Py Huss-Wallin                                 | |
| 2016 | Dinosauria                                           | Nils Poletti                                                              | Nils Poletti                                   | |
| 2016 | Katastrofen                                          | Liv Elf Karlén                                                            | Liv Elf Karlén                                 | |
| 2017 | Grottbjörnens folk                                   | J.M. Auel                                                                 | ensemblen                                      | med: Lisen Rosell, Amanda Apetrea, Nadja Hjorton. Scenografi och ljus: Chrisander Brun, kostym och mask: Daniel Åkerström-Steen |
| 2017 | Hamletmaskinen                                       | Heiner Müller                                                             | Marie Nikazm Bakken                            | med: Anna Ladegaard, Joel Ödmann, Lola Zackow. Scenografi och kostym: Agnes Östergren, ljusdesign: Ann-Marie Fritiofsson, ljuddesign: Anna Jondelius, maskdesign: Ella Carlefalk |
| 2017 | Politiska snuskbarn i tredje andens tarm             | Hej vad det svänger i kyrkan (ensemblen)                                  | Nils Poletti                                   | |
| 2017 | Desperado                                            | Poste Restante                                                            | Linn Hilda Lamberg / Poste Restante            | |
| 2018 | Visit Qo'noS                                         | Nils Poletti                                                              | Nils Poletti                                   | |
| 2018 | Tangilique                                           | Christopher Lehmann                                                       | Christopher Lehmann                            | |
| 2018 | Vikingarna på Helgeland Hærmendene på Helgeland      | Henrik Ibsen/Marie Nikazm Bakken/Fredrik Floen                            | Marie Nikazm Bakken                            | erhöll The International Ibsen Scholarship 2017. med: Anna Ladegaard, Lola Zackow, Joel Ödmann, Livia Hiselius, Sanne Skjervik, Fredrik Floen, Marie Nikazm Bakken, Frida Österberg Nilsson, Nils Poletti, studenterna vid SET (2018-19). Scenografi, kostym och mask: Fredrik Floen, ljusdesign: Ann-Marie Fritiofsson, ljuddesign: Anna Jondelius                                                                                  |
| 2019 | Monument                                             | Gunilla Heilborn                                                          | Gunilla Heilborn                               | |
| 2019 | Nosferatu                                            | Marie Nikazm Bakken                                                       | Marie Nikazm Bakken                            | med: Maria Zackrisson Mortensson, Staffan Bråsjö |
| 2019 | Det Sista Eposet                                     | Runa Borch Skolseg, Marie Nikazm Bakken, Fredrik Floen                    | Marie Nikazm Bakken                            | |
| 2020 | Nibelungens Ring                                     | Richard Wagner                                                            | Marie Nikazm Bakken                            | |
| 2021 | Stolthet och Fördom                                  | Jane Austen                                                               | Amanda Apetrea, Lisen Rosell                   | Uttagen till scenkonstbiennalen i Västerås 2022. |
| 2024 | Hundratals barn i vild kamp                          | Eirik Fauske                                                              | Marie Nikazm Bakken                            | Producerades i samarbete med Riksteatern. |